# Sirgumetsa
Sirgumetsa is een plaats in de Estlandse gemeente Luunja, provincie Tartumaa. De plaats telt 66 inwoners (2021) en heeft de status van dorp (Estisch: küla).
Het grootste deel van het moerasgebied Laukasoo ligt op het grondgebied van Sirgumetsa. Laukasoo valt onder het natuurpark Pähklisaare maastikukaitseala.